# Juan Rulfo
Juan Pérez Rulfo (Apulco, 16 de maio de 1917 – Cidade do México, 7 de janeiro de 1986) foi um escritor mexicano.

## Vida
Juan Nepomuceno Carlos Pérez Rulfo Vizcaíno nasceu numa família de proprietários de terra que ficou arruinada pela Revolução Mexicana. Seu pai e dois tios morreram na época da Guerra Cristera e com a morte de sua mãe, por um ataque cardíaco quatro anos depois, Rulfo foi enviado a um orfanato em Guadalajara, onde viveu entre 1927 a 1935. Ele foi morar em Ciudad de México, capital do país e lá conheceu Clara Aparício, que passou a ser sua companheira para toda sua vida. Frequentou um seminário por um breve período e mudou-se para a Cidade do México, a fim de estudar direito. Não pôde terminar os estudos e durante os vinte anos seguintes trabalhou, primeiro como agente de imigração por todo o México e logo como agente da empresa Goodrich-Euzkadi.
Em 1944, Rulfo fundou a revista literária Pan. Na década de 1950, o autor publica o livro de contos El llano en llamas e o romance Pedro Páramo. Apesar de ter abandonado a escrita de livros depois da publicação destas obras, Rulfo continuou ativo na cena literária mexicana, colaborando com outros escritores em roteiros (Carlos Fuentes e Gabriel García Márquez), escrevendo para televisão, e dedicando-se à fotografia.
Desde 1962 até sua morte, Rulfo foi diretor do departamento de publicações do Instituto Nacional Indígena do México. Foi membro da Academia de Letras Mexicana e recebeu vários prêmios literários em vida, de entre os quais o Prêmio Príncipe de Astúrias, em 1983. O escritor morreu, de câncer, aos 68 anos.

## Obra
Publicou apenas duas obras em vida: El llano en llamas (1953) e Pedro Páramo (1955), que foram traduzidas para várias idiomas. Em 1996, a Colección Archivos mexicana publicou suas obras completas, incluindos esparsos publicados em revistas e roteiros de cinema.
A influência de Rulfo na narrativa e em geral na literatura latino-americana é sentida na obra de vários escritores que protagonizaram o chamado boom literário da segunda metade do século XX. Mesmo poetas, como Nicanor Parra (que se considera um anti-poeta), foram influenciados por sua obra. Rulfo é considerado o principal precursor do chamado Realismo Mágico latino-americano, um movimento que contou com integrantes como García Márquez, Jorge Luís Borges e Julio Cortázar, todos confessos admiradores de Rulfo.
Poucas vezes, obras tão sucintas (Rulfo sempre afirmou fazer um exercício de redução literária ao mínimo indispensável) tiveram tanta importância e influência sobre uma geração inteira de escritores. Boa parte de sua obra foi alvo de adaptações cinematográficas.